# Tron: Uprising
Tron: Uprising (Tron: A Resistência no Brasil) é uma série de animação de ficção científica, parte da franquia Tron. A série teve uma Espiadinha pelo Disney Channel EUA em 07 de Junho de 2012 e estreou oficialmente no Disney XD EUA em 07 de Junho de 2012. Um total de 19 episódios foram encomendados para a primeira temporada. No Disney XD Brasil a série não foi exibida, e no Disney Channel Portugal, a série não teve previsão de estreia.

## Produção
Em dezembro de 2010, foi anunciado que o Elijah Wood, Bruce Boxleitner, Lance Henriksen, Emmanuelle Chriqui, Mandy Moore, Paul Reubens, Nate Corddry, e Fred Tatasciore iriam dublar os personagens em uma série de televisão baseado na franquia Tron, intitulado de Tron: Uprising. A série possui um estilo de animação que mistura animação 2D e animação CGI. O visual da série foi inspirada por Star Wars: The Clone Wars, ThunderCats, e Æon Flux.

## Marketing
Uma apresentação especial de Tron: Uprising foi lançado como um trailer nas versões home video de Tron: Legacy, em 5 de abril de 2011. No entanto, o mesmo trailer vazou para a internet um mês antes. Como um evento especial, a Disney XD revelou modelos CGI de personagens, arte conceitual, e o trailer original que estava com os lançamentos domésticos de Tron: Legacy, no San Diego Comic-Con 2011. Uma prévia da série (pré-estréia), com Bruce Boxleitner na locução, foi lançado on-line em maio de 2012. A Disney liberou o primeiro episódio de pré-temporada em 18 de maio de 2012, em um episódio de 31 minutos completo foi apresentado no Disney XD on Demand, YouTube, Facebook e no iTunes uma semana mais cedo. O episódio foi transmitido apenas no Disney Channel, e estava indo inicialmente para ser uma minissérie de 10 partes.

## Sinopse
Beck (dublado por Elijah Wood), um jovem mecânico que fica revoltado após a morte do amigo e começa a se rebelar contra o governo de Clu. Após uma investida contra o governo, ele se encontra com o antigo Tron, que vai ser seu mestre e fará com que Beck se transforme no líder de uma revolução que está acontecendo dentro do mundo virtual (The Uprising). A missão de Beck é libertar seu lar e amigos da tirania de Clu e de seu capanga, general Tesler.

## Episódios
| Temporada | Temporada | Episódios | Transmissão original                       |
| --------- | --------- | --------- | ------------------------------------------ |
|           | 1         | 18        | 18 de Maio de 2012 - 28 de Janeiro de 2013 |